# نمدار چینی
نمدار چینی (نام علمی: Tilia chinensis) نام یک گونه از سرده نمدار است.